# Temporada 2003-2004 del FC Barcelona (femení)
La temporada 2003-04 és la 16a en la història del Futbol Club Barcelona, i la 3a temporada del club en la segona categoria del futbol espanyol.

## Desenvolupament de la temporada
Les jugadores queden primeres classificades a Primera Nacional (Grup 3) i guanyen la fase d'ascens (Grup 2) per tornar la temporada següent a la Superlliga.
L'arribada de Joan Laporta va potenciar l'equip fent-lo passar a formar part de l'organigrama del futbol formatiu; van poder gaudir de material del club pels entrenaments i van passar a entrenar al camp annex 3 al Miniestadi.

## Jugadores i cos tècnic

### Plantilla
La plantilla i el cos tècnic del primer equip per a l'actual temporada són els següents:
| N. | Pos. | Nac. | Jugador                   |
| -- | ---- | --- | ------------------------- |
| —  | POR  | [[Fitxer:Flag of Catalonia.svg\|23x15px\|border \|alt=Catalunya\|link=Selecció de futbol de Catalunya\|{{#if:\|]] | María José Pons "Mariajo" |
| —  | POR  | [[Fitxer:Flag of Catalonia.svg\|23x15px\|border \|alt=Catalunya\|link=Selecció de futbol de Catalunya\|{{#if:\|]] | Marina Marimon            |
| —  | POR  | [[Fitxer:Flag of Catalonia.svg\|23x15px\|border \|alt=Catalunya\|link=Selecció de futbol de Catalunya\|{{#if:\|]] | Cristina Molina           |
| —  | DEF  | [[Fitxer:Flag of Catalonia.svg\|23x15px\|border \|alt=Catalunya\|link=Selecció de futbol de Catalunya\|{{#if:\|]] | Ana María Escribano       |
| —  | DEF  | [[Fitxer:Flag of Catalonia.svg\|23x15px\|border \|alt=Catalunya\|link=Selecció de futbol de Catalunya\|{{#if:\|]] | Carla Tomàs               |
| —  | DEF  | [[Fitxer:Flag of Catalonia.svg\|23x15px\|border \|alt=Catalunya\|link=Selecció de futbol de Catalunya\|{{#if:\|]] | Sheila Sanchón            |
| —  | DEF  | [[Fitxer:Flag of Catalonia.svg\|23x15px\|border \|alt=Catalunya\|link=Selecció de futbol de Catalunya\|{{#if:\|]] | Marisa Quiles             |
| —  | DEF  | [[Fitxer:Flag of Catalonia.svg\|23x15px\|border \|alt=Catalunya\|link=Selecció de futbol de Catalunya\|{{#if:\|]] | Verónica Navarro          |
| —  | DEF  | [[Fitxer:Flag of Catalonia.svg\|23x15px\|border \|alt=Catalunya\|link=Selecció de futbol de Catalunya\|{{#if:\|]] | Zaida González            |

| N. | Pos. | Nac. | Jugador        |
| -- | ---- | --- | -------------- |
| —  | MIG  | [[Fitxer:Flag of the Balearic Islands.svg\|23x15px\|border \|alt=Illes Balears\|link=Selecció de futbol de les Illes Balears\|{{#if:\|]] | Margalida Mas  |
| —  | MIG  | [[Fitxer:Flag of Catalonia.svg\|23x15px\|border \|alt=Catalunya\|link=Selecció de futbol de Catalunya\|{{#if:\|]]                        | Alba Mena      |
| —  | MIG  | [[Fitxer:Flag of Catalonia.svg\|23x15px\|border \|alt=Catalunya\|link=Selecció de futbol de Catalunya\|{{#if:\|]]                        | Elia Giménez   |
| —  | MIG  | [[Fitxer:Flag of Catalonia.svg\|23x15px\|border \|alt=Catalunya\|link=Selecció de futbol de Catalunya\|{{#if:\|]]                        | Araceli José   |
| —  | MIG  | [[Fitxer:Flag of Andalucía.svg\|23x15px\|border \|alt=Andalusia\|link=Selecció de futbol d'Andalusia\|{{#if:\|]]                         | Alba Vilas     |
| —  | MIG  | [[Fitxer:Flag of Catalonia.svg\|23x15px\|border \|alt=Catalunya\|link=Selecció de futbol de Catalunya\|{{#if:\|]]                        | Ana Carralero  |
| —  | MIG  | [[Fitxer:Flag of Catalonia.svg\|23x15px\|border \|alt=Catalunya\|link=Selecció de futbol de Catalunya\|{{#if:\|]]                        | Desiree Moya   |
| —  | DAV  | [[Fitxer:Flag of Catalonia.svg\|23x15px\|border \|alt=Catalunya\|link=Selecció de futbol de Catalunya\|{{#if:\|]]                        | Laia Ramón     |
| —  | DAV  | [[Fitxer:Flag of Romania.svg\|23x15px\|border \|alt=Romania\|link=Selecció de futbol de Romania\|{{#if:\|]]                              | Simona Vintilă |

### Cos tècnic
- Entrenadora: Natalia Astrain

## Partits
Victòria       Empat       Derrota

### Lliga
| 14 de setembre de 2003 | FC Barcelona (femení) | 4-0   | CF Igualada (Femení) | Barcelona, Catalunya                    |  |
| Jornada 1              |                       | [ 3 ] |                      | Camps Annexes al Miniestadi Catalunya · |  |

| 21 de setembre de 2003 | Club Esportiu Sant Gabriel | 1-3   | FC Barcelona (femení) | Sant Adrià de Besòs, Catalunya |  |
| Jornada 2              |                            | [ 3 ] |                       |                                |  |

| 28 de setembre de 2003 | FC Barcelona (femení) | 1-2   | Club de Futbol Platges de Calvià (femení) | Barcelona, Catalunya                    |  |
| Jornada 3              |                       | [ 3 ] |                                           | Camps Annexes al Miniestadi Catalunya · |  |

| 5 d'octubre de 2003 | Centre d'Esports Sabadell Futbol Club B (femení) | 0-3   | FC Barcelona (femení) | Sabadell, Catalunya |  |
| Jornada 4           |                                                  | [ 3 ] |                       |                     |  |

| 12 d'octubre de 2003 | FC Barcelona (femení) | 3-0   | Club Esportiu Cerverí (femení) | Barcelona, Catalunya                    |  |
| Jornada 5            |                       | [ 3 ] |                                | Camps Annexes al Miniestadi Catalunya · |  |

| 19 d'octubre de 2003 | Reial Club Deportiu Espanyol B (femení) | 2-2   | FC Barcelona (femení) | Sant Adrià del Besòs, Catalunya            |  |
| Jornada 6            |                                         | [ 3 ] |                       | Ciutat Esportiva de Sant Adrià Catalunya · |  |

| 26 d'octubre de 2003 | FC Barcelona (femení) | 6-1   | Girona Futbol Club (femení) | Barcelona, Catalunya                    |  |
| Jornada 7            |                       | [ 3 ] |                             | Camps Annexes al Miniestadi Catalunya · |  |

| 2 de novembre de 2003 | UD Collerense | 0-2   | FC Barcelona (femení) | Palma, Mallorca                                               |  |
| Jornada 8             |               | [ 3 ] |                       | Camp Municipal Coll d'en Rebassa Ca'n Caimari Illes Balears · |  |

| 9 de novembre de 2003 | FC Barcelona (femení) | 4-1   | CF Pardinyes (femení) | Barcelona, Catalunya                    |  |
| Jornada 9             |                       | [ 3 ] |                       | Camps Annexes al Miniestadi Catalunya · |  |

| 23 de novembre de 2003 | Club Futbol Femení Tortosa Ebre | 0-1   | FC Barcelona (femení) | Tortosa, Catalunya               |  |
| Jornada 10             |                                 | [ 3 ] |                       | Municipal de Tortosa Catalunya · |  |

| 30 de novembre de 2003 | Club de Futbol Vilanova i la Geltrú (femení) | 0-5   | FC Barcelona (femení) | Vilanova i la Geltrú, Catalunya |  |
| Jornada 11             |                                              | [ 3 ] |                       |                                 |  |

| 7 de febrer de 2003 | FC Barcelona (femení) | 3-0   | Unió Esportiva L'Estartit (femení) | Barcelona, Catalunya                    |  |
| Jornada 12          |                       | [ 3 ] |                                    | Camps Annexes al Miniestadi Catalunya · |  |

| 14 de desembre de 2003 | Club de Fútbol Llers (femení) | 1-4   | FC Barcelona (femení) | Llers, Catalunya |  |
| Jornada 13             |                               | [ 3 ] |                       |                  |  |

| 21 de desembre de 2003 | CF Igualada (Femení) | 0-2   | FC Barcelona (femení) | Igualada, Catalunya |  |
| Jornada 14             |                      | [ 3 ] |                       |                     |  |

| 18 de gener de 2004 | FC Barcelona (femení) | 5-1   | Club Esportiu Sant Gabriel | Barcelona, Catalunya                    |  |
| Jornada 15          |                       | [ 3 ] |                            | Camps Annexes al Miniestadi Catalunya · |  |

| 25 de gener de 2004 | Club de Futbol Platges de Calvià (femení) | 0-2   | FC Barcelona (femení) | Magaluf, Mallorca |  |
| Jornada 16          |                                           | [ 3 ] |                       |                   |  |

| 1 de febrer de 2004 | FC Barcelona (femení) | 4-0   | Centre d'Esports Sabadell Futbol Club B (femení) | Barcelona, Catalunya                    |  |
| Jornada 17          |                       | [ 3 ] |                                                  | Camps Annexes al Miniestadi Catalunya · |  |

| 8 de febrer de 2004 | Club Esportiu Cerverí (femení) | 1-3   | FC Barcelona (femení) | Son Cervera, Mallorca |  |
| Jornada 18          |                                | [ 3 ] |                       |                       |  |

| 15 de febrer de 2004 | FC Barcelona (femení) | 6-0   | Reial Club Deportiu Espanyol B (femení) | Barcelona, Catalunya                    |  |
| Jornada 19           |                       | [ 3 ] |                                         | Camps Annexes al Miniestadi Catalunya · |  |

| 7 de març de 2004 | Girona Futbol Club (femení) | 2-2   | FC Barcelona (femení) | Girona, Catalunya |  |
| Jornada 20        |                             | [ 3 ] |                       |                   |  |

| 14 de març de 2004 | FC Barcelona (femení) | 5-2   | UD Collerense | Barcelona, Catalunya                    |  |
| Jornada 21         |                       | [ 3 ] |               | Camps Annexes al Miniestadi Catalunya · |  |

| 28 de març de 2004 | CF Pardinyes (femení) | 0-7   | FC Barcelona (femení) | Pardinyes, Catalunya |  |
| Jornada 22         |                       | [ 3 ] |                       |                      |  |

| 4 d'abril de 2004 | FC Barcelona (femení) | 8-1   | Club Futbol Femení Tortosa Ebre | Barcelona, Catalunya                    |  |
| Jornada 23        |                       | [ 3 ] |                                 | Camps Annexes al Miniestadi Catalunya · |  |

| 11 d'abril de 2004 | FC Barcelona (femení) | 6-0   | Club de Futbol Vilanova i la Geltrú (femení) | Barcelona, Catalunya                    |  |
| Jornada 24         |                       | [ 3 ] |                                              | Camps Annexes al Miniestadi Catalunya · |  |

| 25 d'abril de 2004 | Unió Esportiva L'Estartit (femení) | 1-5   | FC Barcelona (femení) | L'Estartit, Torroella de Montgrí, Catalunya |  |
| Jornada 25         |                                    | [ 3 ] |                       |                                             |  |

| 9 de maig de 2004 | FC Barcelona (femení) | 4-1   | Club de Fútbol Llers (femení) | Barcelona, Catalunya                    |  |
| Jornada 26        |                       | [ 3 ] |                               | Camps Annexes al Miniestadi Catalunya · |  |

### Fase d'ascens
| 16 de maig de 2004 | Atlético de Madrid (femení) | 0-1   | FC Barcelona (femení) | Majadahonda, Comunitat de Madrid |  |
| Jornada 1          |                             | [ 3 ] |                       |                                  |  |

| 6 de juny de 2004 |  | Descans |  |  |  |
| Jornada 2         |  | [ 3 ]   |  |  |  |

| 13 de juny de 2004 | FC Barcelona (femení) | 6-1   | Club Deportivo Rayco | Barcelona, Catalunya                    |  |
| Jornada 3          |                       | [ 3 ] |                      | Camps Annexes al Miniestadi Catalunya · |  |

### Promoció d'ascens
| 20 de juny de 2004 | FC Barcelona (femení)              | 2-0   | Oiartzun KE | Barcelona, Catalunya   |  |
| Jornada 3          | 1-0 Laia Ramón, 2-0 Simona Vintila | [ 3 ] |             | Miniestadi Catalunya · |  |

| 27 de juny de 2004 | Oiartzun KE                         | 2-3 | FC Barcelona (femení)                          | Oiartzun, País Basc                    |  |
| Tornada            | 1–2: Naiara (16'), 2–3: Intza (78') |     | 0–1: Laia (3'), 0–2: Mas (7'), 1–3: Laia (76') | Karla Lekuona País Basc · Gómez Ríos · |  |